# Dad
Dad là một thị trấn thuộc hạt Komárom-Esztergom, Hungary. Thị trấn này có diện tích 23,75 km², dân số năm 2010 là 1007 người, mật độ 42 người/km².